# 鳳飛飛 87（什麽樣的你）
《鳳飛飛 87（什麽樣的你）》是鳳飛飛跳槽到藍與白唱片發行的第一張唱片專輯，也是她個人第67張專輯，於1987年6月發行。鳳飛飛往返港臺兩地為這張專輯進行錄製工作，錄製地點分別為香港EMI和台灣冠音錄音室。
在台灣，藍與白到1989年初才發行這張專輯和《鳳飛飛1968~1988珍藏版》的首版CD。此CD使用與黑膠唱片、卡帶不同的另一張照片作爲封面，並把專輯標題從《鳳飛飛 87》改為《什麽樣的你》。
在新加坡，這張專輯是鳳飛飛歌壇生涯中第一張除了卡帶，也同步發行CD的專輯。新加坡版CD並不是收錄完整專輯，而是將這張專輯的7首歌和上一張專輯《掌聲響起》的7首歌融合而成的一張新歌+精選CD。

## 專輯造型
這張專輯的造型分別由兩位來自香港和台灣的服裝設計師所打造。以力求突破為主旨，他們讓鳳飛飛穿上婚紗，並首次嘗試露肩。當年中國時報記者褚鴻寫道：

十幾年的演藝生涯，觀衆從來沒見過鳳飛飛女性化的衣著，因此，即使「露」半片香肩、臂膀，在她也是破天荒的舉動。鳳飛飛的「老公」趙宏琦看了她的新面貌，直問她：老婆，你有沒有搞錯？

## 專輯曲目
| 曲序 | 曲名           | 作詞                | 作曲     | 編曲  | 長度 | 備註                                             |
| A1   | 什麽樣的你     | 馬兆駿              | 馬兆駿   | DAWNY |      |                                                  |
| A2   | 多情到頭總無情 | 陳進興              | 陳進興   | DAWNY |      |                                                  |
| A3   | 一世情緣       | 施孝榮              | 施孝榮   | DAWNY |      |                                                  |
| A4   | 今夜爲我停留   | 小揚                | 吳大衛   | DAWNY |      |                                                  |
| A5   | 知己           | 楊騰佑              | 楊騰佑   | DAWNY |      |                                                  |
| B1   | 來來來         | 葉旋                | 葉旋     | DAWNY |      | 台視綜藝節目《我愛彩虹》主題曲（主持人：鳳飛飛） |
| B2   | 溫柔待我       | 林秀媺              | 董榮駿   | DAWNY |      |                                                  |
| B3   | 那首無奈的歌   | 蔣榮伊              | 林國雄   | DAWNY |      |                                                  |
| B4   | 第二次的期待   | 鳳飛飛（筆名：雅志) | 中島美雪 | DAWNY |      | 日語原曲：中島美雪《毒をんな》                   |
| B5   | 往事如昨       | 蔣榮伊              | 世界民謠 | DAWNY |      | 西洋原曲：When You and I Were Young, Maggie      |

## 新加坡版CD曲目
| 曲序 | 曲名           | 作詞                | 作曲     | 編曲   | 長度 | 備註                                             |
| 1    | 掌聲響起       | 陳桂芬              | 陳進興   | 陳志遠 |      | 原收錄於《掌聲響起》專輯                         |
| 2    | 什麽樣的你     | 馬兆駿              | 馬兆駿   | DAWNY  |      |                                                  |
| 3    | 今天的我       | 鳳飛飛（筆名：雅志) | 吳大衛   | 陳志遠 |      | 原收錄於《掌聲響起》專輯                         |
| 4    | 相思的藤蘿     | 陳果                | 左宏元   | 陳志遠 |      | 原收錄於《掌聲響起》專輯                         |
| 5    | 來來來         | 葉旋                | 葉旋     | DAWNY  |      | 台視綜藝節目《我愛彩虹》主題曲（主持人：鳳飛飛） |
| 6    | 憶童年         | 連水淼              | 何慶清   | 陳志遠 |      | 原收錄於《掌聲響起》專輯                         |
| 7    | 就是不一樣     | 林秋離              | 呂子厚   | 陳志遠 |      | 原收錄於《掌聲響起》專輯                         |
| 8    | 今夜爲我停留   | 小揚                | 吳大衛   | DAWNY  |      |                                                  |
| 9    | 往事如昨       | 蔣榮伊              | 世界民謠 | DAWNY  |      | 西洋原曲：When You and I Were Young, Maggie      |
| 10   | 想念的空間     | 陳桂芬              | 吳大衛   | 陳志遠 |      | 原收錄於《掌聲響起》專輯                         |
| 11   | 多情到頭總無情 | 陳進興              | 陳進興   | DAWNY  |      |                                                  |
| 12   | 溫柔待我       | 林秀媺              | 董榮駿   | DAWNY  |      |                                                  |
| 13   | 一世的戀情     | 王海玲              | 王海玲   | 陳志遠 |      | 原收錄於《掌聲響起》專輯                         |
| 14   | 那首無奈的歌   | 蔣榮伊              | 林國雄   | DAWNY  |      |                                                  |

## 專輯製作名單
- 製作人：何應清
- 編曲：DAWNY
- 錄音·混音：RICO FUNG, 徐崇憲
- 錄音室：香港EMI，台灣冠音
- 封面設計：SYMMETRY DESIGN HOUSE LTD / WAILY LEE
- 攝影：JONNY KOO
- 化粧：JUDY LEUNG
- 髮形：TONY LAW
- 製作：台星有限公司

## 專輯版本
- 黑膠唱片[4]
  - 1987年6月台灣藍與白唱片發行
  - 1992年中國-中國唱片總公司發行《最新歌曲精選》（曲目不變，香港威聲音像出版公司和香港永聲唱片貿易公司聯合引進）
  - 2020年11月2日台灣歌林音樂公司+六禾音樂館代理發行（台灣鼎笙唱片科技公司壓製-限量500張復刻黑膠，附流水編號）[5]
- 卡帶
  - 1987年6月台灣藍與白唱片發行
  - 1987年新加坡風格唱片發行
  - 1987年馬來西亞風鈴 (Fonglin)唱片發行
  - 1988年中國江蘇音像出版社發行（香港威聲音像出版公司和香港永聲唱片貿易公司聯合引進）
- CD
  - 1987年新加坡風格唱片發行（新歌+精選，韓國壓製首版CD，有銀圈和膠圈兩種版本）
  - 1989年台灣藍與白唱片發行（日本三菱集團壓製首版CD）
  - 2001年中國江蘇音像出版社發行（香港威聲音像出版公司和香港永聲唱片貿易公司聯合引進）（復刻HDCD）
  - 2012年5月3日馬來西亞風格唱片發行（復刻CD）

## 外部連結
- 陳明章. . Facebook.
- . 博客來.   [2024-09-14]. （原始内容存档于2024-09-14）.